# Ali Eid
 (octobre 2014).
Ali Youssef Eid, né le 14 juillet 1940 à Tripoli au Liban et mort le 25 décembre 2015 à Damas, est un homme politique alaouite libanais.

## Biographie
Il est nommé député alaouite de Tripoli en 1991, avant d'être élu à ce même poste en 1992.
Il est battu en 1996, en 2000 et en 2005.
Ali Eid est le président d'un petit parti politique, le Parti démocrate arabe, fondé par Rifaat al-Assad.
Durant la guerre civile, Eid et son parti étaient prosyriens. Il s'éloigne un peu de Damas, sans pour autant rejoindre l'opposition anti-syrienne au milieu des années 1990 quand le pouvoir syrien lui préfère un rival pour la députation, mais il s'en rapproche à nouveau vers 2005, pour faire face à l'influence grandissante de Saad Hariri sur la communauté alaouite du Nord-Liban.